# Contea autonoma Bonan, Dongxiang e Salar di Jishishan
La contea autonoma di Jishishan Bonan, Dongxiang e Salar (积石山保安族东乡族撒拉族自治县S, Jīshíshān Bǎoānzú Dōngxiāngzú Sālāzú ZìzhìxiànP) è una contea autonoma della Cina, situata nella provincia del Gansu.
La contea si trova in una zona prevalentemente montuosa a sud del Fiume Giallo, vicino al confine tra Gansu e Qinghai. La popolazione totale era di 239.390 nel 2020. Come suggerisce il nome della contea, vi sono presenti diverse etnie prevalentemente musulmane, tra cui Hui, Bonan, Dongxiang e Salar. La popolazione di minoranza costituisce il 64,9% della popolazione totale. Ci sono 21.400 Bonan che vivono a Jishishan, il che rappresenta il 95% di tutti i Bonan in Cina.
I Bonan sono noti per la coltivazione del pepe di Sichuan e delle noci. La loro cucina locale include i Bonan style Maisui Baozi e la carne di agnello.